# Orone
Orone este o arie protejată (arie specială de conservare — SAC, sit de importanță comunitară — SCI) din Spania întinsă pe o suprafață de 1.706,6 ha, integral pe uscat.

## Localizare
Centrul sitului Orone este situat la coordonatele 28°04′42″N 17°16′05″W / 28.0783°N 17.268°V.

## Înființare
Situl Orone a fost declarat sit de importanță comunitară în octombrie 1999 pentru a proteja 3 specii de plante și 1 specie de animale. Situl a fost protejat și ca arie specială de conservare în ianuarie 2010.

## Biodiversitate
Situată în ecoregiunea , aria protejată conține 5 habitate naturale: Tufărișuri termo-mediteraneene și de pre-deșert, Plantații de palmieri Phoenix, Pajiști macaroneziene cu vegetație endemică, Păduri de pin endemic canariene, Pante stâncoase silicioase cu vegetație casmofită.
La baza desemnării sitului se află mai multe specii protejate:
- plante (3): Aeonium saundersii, Ceropegia dichotoma subsp. krainzii, euphorbia bourgaeana (Euphorbia bourgeana)
- mamifere (1): liliac cârn (Barbastella barbastellus)